# Samir Hobeica
S.E.M. Samir Nagib Hobeica (en arabe: سمير نجيب حبيقة) né le 21 janvier 1940 à Rechmaya (Liban) et mort le 14 décembre 2016 à Beyrouth, est un diplomate libanais. Spécialiste en organismes internationaux et en dynamique de l'immigration libanaise, il occupa la fonction d'ambassadeur du Liban en Jordanie, au Brésil, en Autriche et en Suisse. Il a été secrétaire général du conseil exécutif de la Ligue Maronite et membre de l'Association Suisse pour le dialogue Euro-Arabo-Musulman (ASDEAM).